# У Цзюэнун
У Цзюэну́н (кит. трад. 吳覺農, упр. 吴觉农, пиньинь Wú Juénóng) (14 апреля 1897 — 28 октября 1989) — китайский агроном, эксперт по чаю, общественный деятель. Внес большой вклад в развитие современной чайной промышленности КНР.

## Биография
Родился 14 апреля 1897 года в уезде Шанъюй провинции Чжэцзян государства Великая Цин.
Учился в Сельскохозяйственном техникуме Чжэцзяна (предшественник Сельскохозяйственного университета Чжэцзяна).
В 1918 году учился в Японии.
У Цзюэнун написал ряд работ о сельском хозяйстве, основной темой его публикаций стал чай.
В 1931 году занял пост директора Бюро товарных экспертиз в Шанхае. На этом посту он занимался вопросами улучшения условий экспорта чая и защиты репутации китайского чая на международном рынке. Для этого он организовал контроль качества, запретив экспортировать некачественный чай, а также занимался разработкой технологий улучшения качества чая.
Для изучения маркетинга и технологий производства выезжал в разные страны, в том числе Японию, Индию, Цейлон, Великобританию, Советский Союз, Индонезию, Францию. 
В 1938 году, во время войны с Японией, добился договора с СССР по поставке чая на бартерной основе за товары военной необходимости.
С 1949 по 1952 год занимал пост заместителя министра сельского хозяйства КНР.
Принимал участие в разных проектах, связанных с чаем, внёс значительный вклад в развитие чайной промышленности Китая.
28 октября 1989 года после продолжительной болезни скончался в Пекине.